# المناجايات الخمس عشرة
ٱلْمُنَاجَيَاتُ ٱلْخَمْسَ عَشْرَةَ مجموعةُ أدعية، عن عليِّ بْنِ الحُسَين السجاد (الإمامِ الرابعِ عند الشيعة)، في: الصحيفة السجادية، وبحار الأنوار، ومفاتيح الجِنان، اشتملَت على: مباحثَ عِرفانيةٍ، وأخلاقيةٍ، وتربوية، شرَحَها وبيَّنها عددٌ من العلماء.

## سند المناجاة
قال محمد باقر المجلسي: «ومنها: اَلْمُنَاجَاةُ اَلْخَمْسَ عَشْرَةَ لعليِّ بْنِ الحسين، وقد وجدتُها مروية عنه في بعض كتب الأصحاب». ولم يذكر مؤلفَ هذه الكتب ولا أسانيدَ هذه المناجَيات فيها.
وأما الحر العاملي فنسبَها في «الصحيفة الثانية السجادية» إلى علي السجاد دون ان يسرد أسانيدها. وعليه، فالمناجاة مرسلة إلا أن احتواءها مضامين عالية ومفاهيم عميقة المعاني موافقة لأصول التعاليم القرآنية والادعية المأثورة عن أهل البيت؛ فلم يتردد المجلسي والعاملي في نسبتها واعتبارها. قال الشيخ محمد تقي المجلسي والد العلامة محمد باقر المجلسي: وحري بالسالك إلى الله أن يداوم على قراءتها.

## فهرس المناجاة
ذكرها المحدّث القمي مرتّبة، وخصّص لكل واحدة منها زماناً، وهي:
|   | المناجاة        | وقت قراءتها  |    | المناجاة         | وقت قراءتها  |    | المناجاة         | وقت قراءتها  |
| - | --------------- | ------------ | -- | ---------------- | ------------ | -- | ---------------- | ------------ |
| 1 | مناجاة التائبين | يوم الجمعة   | 6  | مناجاة الشاكرين  | يوم الأربعاء | 11 | مناجاة المفتقرين | يوم الأثنين  |
| 2 | مناجاة الشاكين  | يوم السبت    | 7  | مناجاة المطيعين  | يوم الخميس   | 12 | مناجاة العارفين  | يوم الثلاثاء |
| 3 | مناجاة الخائفين | يوم الأحد    | 8  | مناجاة المريدين  | يوم الجمعة   | 13 | مناجاة الذاكرين  | يوم الأربعاء |
| 4 | مناجاة الراجين  | يوم الأثنين  | 9  | مناجاة المحبين   | يوم السبت    | 14 | مناجاة المعتصمين | يوم الخميس   |
| 5 | مناجاة الراغبين | يوم الثلاثاء | 10 | مناجاة المتوسلين | يوم الأحد    | 15 | مناجاة الزاهدين  | ليلة الجمعة  |

## شروح المناجاة
- پانزده رمز پرواز، (فارسي)، خمسة عشر رمزاً للعروج، للسيد جميد فتّاحي.[7]
- سجاده‌هاي سلوك، لمحمد تقي مصباح اليزدي، في مجلدين: المجلد الأول، في شرح المناجاة الأولى إلى المناجاة الثامنة، والمجلد الثاني، في شرح المناجاة التاسعة إلى المناجاة الحادية عشر.[8]
- شرح مناجات خمسة عشر،(فارسي)، أبو الحسن مجتهد الأراكي المتوفى سنة (1362 ه‍) من تلامذة محمد كاظم الخراساني ومحمد كاظم اليزدي، طبع في طهران، مكتبة المصطفوي، سنة 1334 شمسي.
- شرح مناجات‌هاي حضرت سجاد عليه السلام، (فارسي)، لمحمد تقي مصباح اليزدي، دار نشر مؤسسة الإمام الخميني للتعليم والأبحاث، قم.
- شرح المناجاة الخمسة عشر، فارسي، لعبد العلي البزرگي.[9]
- شرح المناجاة الخمس عشرة، المولى حبيب الله الشريف الكاشاني.[10]

## مقتطفات من المناجاة
تُذكر في ما يلي مقتطفات من المناجاة الخمسة عشر تحت عنوان اسمها.

### مناجاة التائبين
تبدأ المناجاة بهذه العبارات: «إِلَهِي أَلْبَسَتْنِي الْخَطَايَا ثَوْبَ مَذَلَّتِي وَ جَلَّلَنِي التَّبَاعُدُ مِنْكَ لِبَاسَ مَسْكَنَتِي وَ أَمَاتَ قَلْبِي عَظِيمُ جِنَايَتِي فَأَحْيِهِ بِتَوْبَةٍ مِنْكَ يَا أَمَلِي وَ بُغْيَتِي وَ يَا سُؤْلِي وَ مُنْيَتِي فَوَعِزَّتِكَ مَا أَجِدُ لِذُنُوبِي سِوَاكَ غَافِرا وَ لا أَرَى لِكَسْرِي غَيْرَكَ جَابِرا...»
تستمرّ المناجاة وتصل إلي هذه العبارات: «إِلَهِي ظَلِّلْ عَلَى ذُنُوبِي غَمَامَ رَحْمَتِكَ، وَ أَرْسِلْ عَلَى عُيُوبِي سَحَابَ رَأْفَتِكَ إِلَهِي هَلْ يَرْجِعُ الْعَبْدُ الْآبِقُ إِلا إِلَى مَوْلاهُ أَمْ هَلْ يُجِيرُهُ مِنْ سَخَطِهِ أَحَدٌ سِوَاهُ إِلَهِي إِنْ كَانَ النَّدَمُ عَلَى الذَّنْبِ تَوْبَةً فَإِنِّي وَ عِزَّتِكَ مِنَ النَّادِمِينَ وَ إِنْ كَانَ الاسْتِغْفَارُ مِنَ الْخَطِيئَةِ حِطَّةً فَإِنِّي لَكَ مِنَ الْمُسْتَغْفِرِينَ... إلخ».

### مناجاة الشاكين
تبدأ المناجاة بهذه العبارات: «إِلَهِي إِلَيْكَ أَشْكُو نَفْسا بِالسُّوءِ أَمَّارَةً وَ إِلَى الْخَطِيئَةِ مُبَادِرَةً وَ بِمَعَاصِيكَ مُولَعَةً وَ لِسَخَطِكَ مُتَعَرِّضَةً تَسْلُكُ بِي مَسَالِكَ الْمَهَالِكِ وَ تَجْعَلُنِي عِنْدَكَ أَهْوَنَ هَالِكٍ كَثِيرَةَ الْعِلَلِ طَوِيلَةَ الْأَمَلِ...»
تستمرّ المناجاة حتي تصل إلي هذه العبارات: «إِلَهِي أَشْكُو إِلَيْكَ عَدُوّا يُضِلُّنِي وَ شَيْطَانا يُغْوِينِي قَدْ مَلَأَ بِالْوَسْوَاسِ صَدْرِي وَ أَحَاطَتْ هَوَاجِسُهُ بِقَلْبِي يُعَاضِدُ لِيَ الْهَوَى وَ يُزَيِّنُ لِي حُبَّ الدُّنْيَا وَ يَحُولُ بَيْنِي وَ بَيْنَ الطَّاعَةِ وَ الزُّلْفَى... إلخ».

### مناجاة الخائفين
تبدأ المناجاة بهذه العبارات: «إِلَهِي أَ تَرَاكَ بَعْدَ الْإِيمَانِ بِكَ تُعَذِّبُنِي أَمْ بَعْدَ حُبِّي إِيَّاكَ تُبَعِّدُنِي أَمْ مَعَ رَجَائِي لِرَحْمَتِكَ وَ صَفْحِكَ تَحْرِمُنِي أَمْ مَعَ اسْتِجْارَتِي بِعَفْوِكَ تُسْلِمُنِي حَاشَا لِوَجْهِكَ الْكَرِيمِ أَنْ تُخَيِّبَنِي...»
تستمرّ المناجاة وتصل إلي هذه العبارات:«إِلَهِي هَلْ تُسَوِّدُ وُجُوها خَرَّتْ سَاجِدَةً لِعَظَمَتِكَ أَوْ تُخْرِسُ أَلْسِنَةً نَطَقَتْ بِالثَّنَاءِ عَلَى مَجْدِكَ وَ جَلالَتِكَ أَوْ تَطْبَعُ عَلَى قُلُوبٍ انْطَوَتْ عَلَى مَحَبَّتِكَ أَوْ تُصِمُّ أَسْمَاعا تَلَذَّذَتْ بِسَمَاعِ ذِكْرِكَ فِي إِرَادَتِكَ أَوْ تَغُلُّ أَكُفّا رَفَعَتْهَا الْآمَالُ إِلَيْكَ رَجَاءَ رَأْفَتِكَ أَوْ تُعَاقِبُ أَبْدَانا عَمِلَتْ بِطَاعَتِكَ حَتَّى نَحِلَتْ فِي مُجَاهَدَتِكَ أَوْ تُعَذِّبُ أَرْجُلا سَعَتْ فِي عِبَادَتِكَ...إلخ.»

### مناجاة الراجين
تبدأ المناجاة بهذه العبارات: «يَا مَنْ إِذَا سَأَلَهُ عَبْدٌ أَعْطَاهُ وَ إِذَا أَمَّلَ مَا عِنْدَهُ بَلَّغَهُ مُنَاهُ وَ إِذَا أَقْبَلَ عَلَيْهِ قَرَّبَهُ وَ أَدْنَاهُ وَ إِذَا جَاهَرَهُ بِالْعِصْيَانِ سَتَرَ عَلَى ذَنْبِهِ وَ غَطَّاهُ وَ إِذَا تَوَكَّلَ عَلَيْهِ أَحْسَبَهُ وَ كَفَاهُ إِلَهِي مَنِ الَّذِي نَزَلَ بِكَ مُلْتَمِسا قِرَاكَ فَمَا قَرَيْتَهُ وَ مَنِ الَّذِي أَنَاخَ بِبَابِكَ مُرْتَجِيا نَدَاكَ فَمَا أَوْلَيْتَهُ أَ يَحْسُنُ أَنْ أَرْجِعَ عَنْ بَابِكَ بِالْخَيْبَةِ مَصْرُوفا وَ لَسْتُ أَعْرِفُ سِوَاكَ مَوْلًى بِالْإِحْسَانِ مَوْصُوفا كَيْفَ أَرْجُو غَيْرَكَ وَ الْخَيْرُ كُلُّهُ بِيَدِكَ وَ كَيْفَ أُؤَمِّلُ سِوَاكَ وَ الْخَلْقُ وَ الْأَمْرُ لَكَ... إلخ».

### مناجاة الراغبين
تبدأ المناجاة بهذه العبارات: «إِنْ كَانَ قَلَّ زَادِي فِي الْمَسِيرِ إِلَيْكَ فَلَقَدْ حَسُنَ ظَنِّي بِالتَّوَكُّلِ عَلَيْكَ وَ إِنْ كَانَ جُرْمِي قَدْ أَخَافَنِي مِنْ عُقُوبَتِكَ فَإِنَّ رَجَائِي قَدْ أَشْعَرَنِي بِالْأَمْنِ مِنْ نِقْمَتِكَ وَ إِنْ كَانَ ذَنْبِي قَدْ عَرَضَنِي لِعِقَابِكَ فَقَدْ آذَنَنِي حُسْنُ ثِقَتِي بِثَوَابِكَ وَ إِنْ أَنَامَتْنِي الْغَفْلَةُ عَنِ الاسْتِعْدَادِ لِلِقَائِكَ فَقَدْ نَبَّهَتْنِي الْمَعْرِفَةُ بِكَرَمِكَ وَ آلائِكَ...»
تستمرّ إلي هذه العبارات:«إِلَهِي اسْتَشْفَعْتُ بِكَ إِلَيْكَ، وَ اسْتَجَرْتُ بِكَ مِنْكَ أَتَيْتُكَ طَامِعا فِي إِحْسَانِكَ رَاغِبا فِي امْتِنَانِكَ مُسْتَسْقِيا وَابِلَ طَوْلِكَ مُسْتَمْطِرا غَمَامَ فَضْلِكَ طَالِبا مَرْضَاتَكَ قَاصِدا جَنَابَكَ وَارِدا شَرِيعَةَ رِفْدِكَ مُلْتَمِسا سَنِيَّ الْخَيْرَاتِ مِنْ عِنْدِكَ وَافِدا إِلَى حَضْرَةِ جَمَالِكَ مُرِيدا وَجْهَكَ طَارِقا بَابَكَ مُسْتَكِينا لِعَظَمَتِكَ وَ جَلالِكَ فَافْعَلْ بِي مَا أَنْتَ أَهْلُهُ مِنَ الْمَغْفِرَةِ وَ الرَّحْمَةِ... إلخ».

### مناجاة الشاكرين
تبدأ المناجاة بهذه العبارات: «إِلَهِي أَذْهَلَنِي عَنْ إِقَامَةِ شُكْرِكَ تَتَابُعُ طَوْلِكَ وَ أَعْجَزَنِي عَنْ إِحْصَاءِ ثَنَائِكَ فَيْضُ فَضْلِكَ وَ شَغَلَنِي عَنْ ذِكْرِ مَحَامِدِكَ تَرَادُفُ عَوَائِدِكَ وَ أَعْيَانِي عَنْ نَشْرِ عَوَارِفِكَ تَوَالِي أَيَادِيكَ وَ هَذَا مَقَامُ مَنِ اعْتَرَفَ بِسُبُوغِ النَّعْمَاءِ وَ قَابَلَهَا بِالتَّقْصِيرِ وَ شَهِدَ عَلَى نَفْسِهِ بِالْإِهْمَالِ وَ التَّضْيِيعِ...»
تستمرّ المناجاة وتصل إلي هذه العبارات: «إِلَهِي فَكَمَا غَذَّيْتَنَا بِلُطْفِكَ وَ رَبَّيْتَنَا بِصُنْعِكَ فَتَمِّمْ عَلَيْنَا سَوَابِغَ النِّعَمِ وَ ادْفَعْ عَنَّا مَكَارِهَ النِّقَمِ وَ آتِنَا مِنْ حُظُوظِ الدَّارَيْنِ أَرْفَعَهَا وَ أَجَلَّهَا عَاجِلا وَ آجِلا وَ لَكَ الْحَمْدُ عَلَى حُسْنِ بَلائِكَ وَ سُبُوغِ نَعْمَائِكَ... إلخ».

### مناجاة المطيعين لله
تبدأ المناجاة بهذه العبارات: "اللَّهُمَّ أَلْهِمْنَا طَاعَتَكَ وَ جَنِّبْنَا مَعْصِيَتَكَ وَ يَسِّرْ لَنَا بُلُوغَ مَا نَتَمَنَّى مِنِ ابْتِغَاءِ رِضْوَانِكَ وَ أَحْلِلْنَا بُحْبُوحَةَ جِنَانِكَ وَ اقْشَعْ عَنْ بَصَائِرِنَا سَحَابَ الارْتِيَابِ وَ اكْشِفْ عَنْ قُلُوبِنَا أَغْشِيَةَ الْمِرْيَةِ وَ الْحِجَابِ وَ أَزْهِقِ الْبَاطِلَ عَنْ ضَمَائِرِنَا وَ أَثْبِتِ الْحَقَّ فِي سَرَائِرِنَا... إلخ.

### مناجاة المريدين
تبدأ المناجاة بهذه العبارات: «سُبْحَانَكَ مَا أَضْيَقَ الطُّرُقَ عَلَى مَنْ لَمْ تَكُنْ دَلِيلَهُ وَ مَا أَوْضَحَ الْحَقَّ عِنْدَ مَنْ هَدَيْتَهُ سَبِيلَهُ...»
وتصل المناجات إلي هذه العبارات: «وَ أَلْحِقْنَا بِعِبَادِكَ الَّذِينَ هُمْ بَالْبِدَارِ إِلَيْكَ يُسَارِعُونَ وَ بَابَكَ عَلَى الدَّوَامِ يَطْرُقُونَ وَ إِيَّاكَ فِي اللَّيْلِ وَ النَّهَارِ يَعْبُدُونَ وَ هُمْ مِنْ هَيْبَتِكَ مُشْفِقُونَ الَّذِينَ صَفَّيْتَ لَهُمُ الْمَشَارِبَ وَ بَلَّغْتَهُمُ الرَّغَائِبَ، وَ أَنْجَحْتَ لَهُمُ الْمَطَالِبَ وَ قَضَيْتَ لَهُمْ مِنْ فَضْلِكَ الْمَآرِبَ وَ مَلَأْتَ لَهُمْ ضَمَائِرَهُمْ مِنْ حُبِّكَ وَ رَوَّيْتَهُمْ مِنْ صَافِي شِرْبِكَ فَبِكَ إِلَى لَذِيذِ مُنَاجَاتِكَ وَصَلُوا وَ مِنْكَ أَقْصَى مَقَاصِدِهِمْ حَصَّلُوا... إلخ.»

### مناجاة المحبين
تبدأ المناجاة بهذه العبارات: «إِلَهِي مَنْ ذَا الَّذِي ذَاقَ حَلاوَةَ مَحَبَّتِكَ فَرَامَ مِنْكَ بَدَلا وَ مَنْ ذَا الَّذِي أَنِسَ بِقُرْبِكَ فَابْتَغَى عَنْكَ حِوَلا إِلَهِي فَاجْعَلْنَا مِمَّنِ اصْطَفَيْتَهُ لِقُرْبِكَ وَ وِلايَتِكَ وَ أَخْلَصْتَهُ لِوُدِّكَ وَ مَحَبَّتِكَ وَ شَوَّقْتَهُ إِلَى لِقَائِكَ وَ رَضَّيْتَهُ بِقَضَائِكَ وَ مَنَحْتَهُ بِالنَّظَرِ إِلَى وَجْهِكَ وَ حَبَوْتَهُ بِرِضَاكَ...»
تستمرّ المناجاة وتصل إلي هذه العبارات: «يَا غَايَةَ آمَالِ الْمُحِبِّينَ أَسْأَلُكَ حُبَّكَ وَ حُبَّ مَنْ يُحِبُّكَ وَ حُبَّ كُلِّ عَمَلٍ يُوصِلُنِي إِلَى قُرْبِكَ وَ أَنْ تَجْعَلَكَ أَحَبَّ إِلَيَّ مِمَّا سِوَاكَ وَ أَنْ تَجْعَلَ حُبِّي إِيَّاكَ قَائِدا إِلَى رِضْوَانِكَ... إلخ».

### مناجاة المتوسلين
إِلَهِي لَيْسَ لِي وَسِيلَةٌ إِلَيْكَ إِلا عَوَاطِفُ رَأْفَتِكَ وَ لا لِي ذَرِيعَةٌ إِلَيْكَ إِلا عَوَارِفُ رَحْمَتِكَ وَ شَفَاعَةُ نَبِيِّكَ نَبِيِّ الرَّحْمَةِ وَ مُنْقِذِ الْأُمَّةِ مِنَ الْغُمَّةِ فَاجْعَلْهُمَا لِي سَبَبا إِلَى نَيْلِ غُفْرَانِكَ وَ صَيِّرْهُمَا لِي وُصْلَةً إِلَى الْفَوْزِ بِرِضْوَانِكَ...
تستمرّ المناجاة حتي هذه العبارات: «يَا مَنْ لا يَفِدُ الْوَافِدُونَ عَلَى أَكْرَمَ مِنْهُ وَ لا يَجِدُ الْقَاصِدُونَ أَرْحَمَ مِنْهُ يَا خَيْرَ مَنْ خَلا بِهِ وَحِيدٌ وَ يَا أَعْطَفَ مَنْ أَوَى إِلَيْهِ طَرِيدٌ إِلَى سَعَةِ عَفْوِكَ مَدَدْتُ يَدِي وَ بِذَيْلِ كَرَمِكَ أَعْلَقْتُ كَفِّي فَلا تُولِنِي الْحِرْمَانَ وَ لا تُبْلِنِي بِالْخَيْبَةِ وَ الْخُسْرَانِ... إلخ».

### مناجاة المفتقرين
تبدأ المناجاة بهذه العبارات: «إِلَهِي كَسْرِي لا يَجْبُرُهُ إِلا لُطْفُكَ وَ حَنَانُكَ وَ فَقْرِي لا يُغْنِيهِ إِلا عَطْفُكَ وَ إِحْسَانُكَ وَ رَوْعَتِي لا يُسَكِّنُهَا إِلا أَمَانُكَ وَ ذِلَّتِي لا يُعِزُّهَا إِلا سُلْطَانُكَ وَ أُمْنِيَّتِي لا يُبَلِّغُنِيهَا إِلا فَضْلُكَ وَ خَلَّتِي لا يَسُدُّهَا إِلا طَوْلُكَ وَ حَاجَتِي لا يَقْضِيهَا غَيْرُكَ وَ كَرْبِي لا يُفَرِّجُهُ سِوَى رَحْمَتِكَ وَ ضُرِّي لا يَكْشِفُهُ غَيْرُ رَأْفَتِكَ...»
وتنتهي بهذه العبارات: «إِلَهِي ارْحَمْ عَبْدَكَ الذَّلِيلَ ذَا اللِّسَانِ الْكَلِيلِ وَ الْعَمَلِ الْقَلِيلِ وَ امْنُنْ عَلَيْهِ بِطَوْلِكَ الْجَزِيلِ وَ اكْنُفْهُ تَحْتَ ظِلِّكَ الظَّلِيلِ يَا كَرِيمُ يَا جَمِيلُ يَا أَرْحَمَ الرَّاحِمِينَ.»

### مناجاة العارفين
تبدأ المناجاة بهذه العبارات: «إِلَهِي قَصُرَتِ الْأَلْسُنُ عَنْ بُلُوغِ ثَنَائِكَ كَمَا يَلِيقُ بِجَلالِكَ وَ عَجَزَتِ الْعُقُولُ عَنْ إِدْرَاكِ كُنْهِ جَمَالِكَ وَ انْحَسَرَتِ الْأَبْصَارُ دُونَ النَّظَرِ إِلَى سُبُحَاتِ وَجْهِكَ وَ لَمْ تَجْعَلْ لِلْخَلْقِ طَرِيقا إِلَى مَعْرِفَتِكَ إِلا بِالْعَجْزِ عَنْ مَعْرِفَتِكَ...»
وتستمرّ حتي هذه العبارت: «إِلَهِي مَا أَلَذَّ خَوَاطِرَ الْإِلْهَامِ بِذِكْرِكَ عَلَى الْقُلُوبِ وَ مَا أَحْلَى الْمَسِيرَ إِلَيْكَ بِالْأَوْهَامِ فِي مَسَالِكِ الْغُيُوبِ وَ مَا أَطْيَبَ طَعْمَ حُبِّكَ وَ مَا أَعْذَبَ شِرْبَ قُرْبِكَ فَأَعِذْنَا مِنْ طَرْدِكَ وَ إِبْعَادِكَ وَ اجْعَلْنَا مِنْ أَخَصِّ عَارِفِيكَ وَ أَصْلَحِ عِبَادِكَ وَ أَصْدَقِ طَائِعِيكَ وَ أَخْلَصِ عُبَّادِكَ... إلخ».

### مناجاة الذاكرين
تبدأ المناجاة بهذه العبارات: «إِلَهِي لَوْ لا الْوَاجِبُ مِنْ قَبُولِ أَمْرِكَ لَنَزَّهْتُكَ مِنْ [عَنْ] ذِكْرِي إِيَّاكَ عَلَى أَنَّ ذِكْرِي لَكَ بِقَدْرِي لا بِقَدْرِكَ وَ مَا عَسَى أَنْ يَبْلُغَ مِقْدَارِي حَتَّى أُجْعَلَ مَحَلا لِتَقْدِيسِكَ وَ مِنْ أَعْظَمِ النِّعَمِ عَلَيْنَا جَرَيَانُ ذِكْرِكَ عَلَى أَلْسِنَتِنَا وَ إِذْنُكَ لَنَا بِدُعَائِكَ وَ تَنْزِيهِكَ وَ تَسْبِيحِكَ إِلَهِي فَأَلْهِمْنَا ذِكْرَكَ فِي الْخَلاءِ وَ الْمَلاءِ وَ اللَّيْلِ وَ النَّهَارِ وَ الْإِعْلانِ وَ الْإِسْرَارِ وَ فِي السَّرَّاءِ وَ الضَّرَّاءِ...»
وتستمر حتي تنتهي بهذه العبارة: «إِلَهِي أَنْتَ قُلْتَ وَ قَوْلُكَ الْحَقُّ يَأَيُّهَا الَّذِينَ ءَامَنُوا اذْكُرُوا اللَّهَ ذِكْرا كَثِيرا وَ سَبِّحُوهُ بُكْرَةً وَ أَصِيلا وَ قُلْتَ وَ قَوْلُكَ الْحَقُّ فَاذْكُرُونِي أَذْكُرْكُمْ فَأَمَرْتَنَا بِذِكْرِكَ وَ وَعَدْتَنَا عَلَيْهِ أَنْ تَذْكُرَنَا تَشْرِيفا لَنَا وَ تَفْخِيما وَ إِعْظَاما وَ هَا نَحْنُ ذَاكِرُوكَ كَمَا أَمَرْتَنَا فَأَنْجِزْ لَنَا مَا وَعَدْتَنَا يَا ذَاكِرَ الذَّاكِرِينَ وَ يَا أَرْحَمَ الرَّاحِمِينَ.»

### مناجاة المعتصمين
تبدأ المناجاة بهذه العبارات: «اللَّهُمَّ يَا مَلاذَ اللائِذِينَ وَ يَا مَعَاذَ الْعَائِذِينَ وَ يَا مُنْجِيَ الْهَالِكِينَ وَ يَا عَاصِمَ الْبَائِسِينَ...»
و يستمر حتي تصل إلي العبارات التالية: «إِنْ لَمْ أَعُذْ بِعِزَّتِكَ فَبِمَنْ أَعُوذُ وَ إِنْ لَمْ أَلُذْ بِقُدْرَتِكَ فَبِمَنْ أَلُوذُ وَ قَدْ أَلْجَأَتْنِي الذُّنُوبُ إِلَى التَّشَبُّثِ بِأَذْيَالِ عَفْوِكَ وَ أَحْوَجَتْنِي الْخَطَايَا إِلَى اسْتِفْتَاحِ أَبْوَابِ صَفْحِكَ، وَ دَعَتْنِي الْإِسَاءَةُ إِلَى الْإِنَاخَةِ بِفِنَاءِ عِزِّكَ وَ حَمَلَتْنِي الْمَخَافَةُ مِنْ نِقْمَتِكَ عَلَى التَّمَسُّكِ بِعُرْوَةِ عَطْفِكَ... إلخ».

### مناجاة الزاهدين
إِلَهِي أَسْكَنْتَنَا دَارا حَفَرَتْ لَنَا حُفَرَ مَكْرِهَا وَ عَلَّقَتْنَا بِأَيْدِي الْمَنَايَا فِي حَبَائِلِ غَدْرِهَا فَإِلَيْكَ نَلْتَجِئُ مِنْ مَكَائِدِ خُدَعِهَا وَ بِكَ نَعْتَصِمُ مِنَ الاغْتِرَارِ بِزَخَارِفِ زِينَتِهَا فَإِنَّهَا الْمُهْلِكَةُ طُلابَهَا الْمُتْلِفَةُ حُلالَهَا الْمَحْشُوَّةُ بِالْآفَاتِ الْمَشْحُونَةُ بِالنَّكَبَاتِ إِلَهِي فَزَهِّدْنَا فِيهَا وَ سَلِّمْنَا مِنْهَا بِتَوْفِيقِكَ وَ عِصْمَتِكَ وَ انْزَعْ عَنَّا جَلابِيبَ مُخَالَفَتِكَ وَ تَوَلَّ أُمُورَنَا بِحُسْنِ كِفَايَتِكَ، وَ أَوْفِرْ مَزِيدَنَا مِنْ سَعَةِ رَحْمَتِكَ وَ أَجْمِلْ صِلاتِنَا مِنْ فَيْضِ مَوَاهِبِكَ وَ أَغْرِسْ فِي أَفْئِدَتِنَا أَشْجَارَ مَحَبَّتِكَ وَ أَتْمِمْ لَنَا أَنْوَارَ مَعْرِفَتِكَ وَ أَذِقْنَا حَلاوَةَ عَفْوِكَ وَ لَذَّةَ مَغْفِرَتِكَ وَ أَقْرِرْ أَعْيُنَنَا يَوْمَ لِقَائِكَ بِرُؤْيَتِكَ وَ أَخْرِجْ حُبَّ الدُّنْيَا مِنْ قُلُوبِنَا كَمَا فَعَلْتَ بِالصَّالِحِينَ مِنْ صَفْوَتِكَ وَ الْأَبْرَارِ مِنْ خَاصَّتِكَ بِرَحْمَتِكَ يَا أَرْحَمَ الرَّاحِمِينَ وَ يَا أَكْرَمَ الْأَكْرَمِينَ.

## الوصلات الخارجية
- استمع إلي مناجاة الخمسة عشر هنا
- اقرأ مناجاة الخمسة عشر هنا